# Tokugawa Tsunayoshi
En aquest nom japonès, el cognom és Tokugawa.
Tokugawa Tsunayoshi (徳川 綱吉 23 de febrer del 1646 - 19 de febrer del 1709) va ser el cinquè shogun del shogunat Tokugawa del Japó. Era el fill de Tokugawa Iemitsu i el germà petit de Tokugawa Ietsuna. Se'l coneix com el Shogun Gos per la seva defensa dels animals. Sota el seu mandat les arts van prosperar molt, formant un dels períodes clàssics de la cultura japonesa, l'era Genroku.
Tenia problemes mentals, com molts membres d'aquell clan. Durant els seus primer anys va ser molt influït per la seva mare, una filla de família menestral adoptada pel clan Honjo. Durant el període del mandat del seu germà Ietsuna com a shogun, Tsunayoshi era el daimyo de Tatebayashi; al morir Ietsuna el 1680 es va convertir en shogun.
Immediatament va endegar una lluita contra la corrupció del shogunat, confiscant al voltant d'1,4 milions de koku (la quantitat d'arròs suficient per alimentar una persona durant un any), i ordenant el seppuku (o suïcidi ritual) als vassalls culpables de corrupció. El 1682 va redactar decrets que manaven a les forces policials que asseguressin que la gent visqués d'una manera digna, entre d'altres prohibint la prostitució. És molt probable que el contraban comencés al Japó poc després d'entrar en ús les seves lleis degut precisament al major control que va imposar. També el 1684 va reduir el poder del tairō, un oficial d'alt rang en el shogunat.
Va tenir un tímid apropament a Occident. El seu interès en la ciència i la cultura occidentals va ser propiciat pel contacte amb el científic alemany Engelbert Kaempfer qui formava part de la delegació holandesa que anualment rendia comptes al shogun i que el 1692 va conèixer en audiència. Kaempfer estava portant a terme un informe general sobre el país, des de la botànica fins als costums, que seria pòstumament publicat en anglès el 1727 i traduït a diversos idiomes. Aquest llibre i, per tant, els costums de l'època del mandat de Tsunayoshi retratats per Kaempfer, va ser per molt de temps l'única referència directa que es tenia del Japó a Occident, degut a l'aïllament (sakoku 鎖国, "país tancat") a què estava sotmès l'arxipèlag des del 1635, i que no va acabar formalment fins al 1855.
Tsunayoshi va ser un promotor i difusor del neoconfucionisme de Zhu Xi (també conegut com a Chu Hsi). A més de tenir una visió religiosa de la vida, tenia aficions a l'art i al teatre nō (teatre ritual). Cap al final del seu mandat va ser aconsellat en temes culturals pel samurai Yanagisawa Yoshiyasu, del qui es diu que també era amant seu. Va ser una era daurada de l'art clàssic japonès, coneguda com l'era Genroku. Es va donar una difusió molt gran del teatre popular kabuki, de l'ukiyo-e (gravats policroms en fusta molt populars, representant escenes quotidianes) i del bunraku (teatre de titelles d'escala humana). L'art del te, l'arquitectura i el disseny de jardins van tenir també un gran desenvolupament.
Degut al seu fonamentalisme religiós, Tsunayoshi va dedicar molts esforços a protegir totes les criatures vivents cap al final del seu mandat. Entre el 1690 i la primera dècada del segle xviii va promulgar diàriament uns edictes coneguts com els Edictes Compassius amb les Coses Vivents (生類憐みの令 Shōrui awaremi no rei) amb els quals, entre d'altres, es protegia particularment els gossos abandonats a les ciutats. Tsunayoshi se'n sentia especialment responsable, ja que l'any del seu naixement coincidia amb l'any del gos. Cap al 1695 la quantitat de gossos era tan gran que l'olor d'Edo (l'actual Tòquio) era insuportable; això va fer que la gent els comencés a matar, però el conflicte va esclatar perquè aquells que maltractaven a un gos eren executats per desobeir els edictes. Finalment, es va decidir transportar 50.000 gossos a una gran gossera localitzada als suburbis on van ser alimentats amb arròs i peix, tot pagat amb elevats impostos a costa dels ciutadans. Per aquestes accions es coneix Tsunayoshi com a Inu Kubō o el Shogun Gos (犬公方: 犬 Inu=gos, 公方 Kubō=títol formal del Shogun).
El 1701 va haver d'intervenir a l'incident dels 47 rōnin, on el daimyō Asano Naganori va planejar assassinar al samurai Kira Yoshinaka dins el Castell Edo; en ser executat Asano, els 47 servents d'aquest van venjar la seva mort; aquest fet va tenir un gran impacte i va influir molts aspectes de la cultura popular japonesa, des de cançons i gravats a obres de teatre. La importància dramàtica d'aquest fet i la seva influència encara és present a la cultura popular contemporània, expressada en multitud de pel·lícules, sèries de TV i còmics.
Al final del seu mandat Tsunayoshi va haver d'enfrontar-se a la destrucció d'Edo per un tifó el 1706 i a una violenta erupció del Mont Fuji el 1707. Poc després, el 17 de febrer del 1709, a punt de fer 63 anys, va morir assassinat per la seva muller, que volia impedir els plans de successió que tenia Tsunayoshi. Ell volia nomenar com a successor seu el fill del daimyo de Kai, que havia revifat les seves inclinacions homosexuals. Però això implicava, als ulls de la seva dona i filla de l'emperador, l'inici de lluites i l'obertura d'un nou període d'inestabilitat pel país. Quan va quedar clar que Tsunayoshi no renunciaria als seus plans, ella el va matar i després es va suïcidar. El seu nebot Tokugawa Ienobu va ser nomenat successor i nou shogun.